# Leon Kazimierz Woronicz
Leon Kazimierz Woronicz herbu Pawęża – sędzia ziemski starodubowski od 1684 roku, stolnik orszański już w 1678 roku, podstoli nowogrodzkosiewierski już w 1667 roku.
Poseł sejmiku starodubowskiego na sejm zwyczajny 1667 roku i sejm 1683 roku.